# Пупавковые
Пупавковые, или Антемидеевые (лат. Anthemideae) — триба семейства Астровые (Asteraceae), которая содержит более 1200 видов в более чем 100 родах.
Виды этой группы распространены по всему миру, большинство видов сосредоточены в Средиземноморье, Европе, много видов представлено в Центральной Азии, а также в южной части Африки.

## Роды
- Aaronsohnia Warb. & Eig — Ааронсония
- Achillea L. — Тысячелистник
  - [syn.  Leucocyclus]
- Adenanthellum B.Nord
- Adenoglossa B.Nord
- Ajania Poljakov — Аяния
- Allardia Decne.
- Anacyclus L. — Анациклус, или Слюногон
- Anthemis L. — Пупавка
- Argyranthemum Webb
- Artemisia L. — Полынь
- Artemisiella Ghafoor
- Asaemia Benth. & Hook.
- Athanasia L.
- Brachanthemum DC.
- Cancrinia Kar. & Kir. — Канкриния
- Castrilanthemum Vogt & Oberpr.
- Chamaemelum Vis.
- Chlamydophora
- Chrysanthemum L. — Хризантема
- Chrysanthoglossum
- Cladanthus
- Coleostephus
- Cota J. Gay (прежде считался секцией в роде Пупавка)
- Cotula L. — Котула
- Crossostephium (иногда включается в Полынь)
- Cymbopappus
- Daveaua
- Elachanthemum (иногда включается в Полынь)
- Endopappus
- Eriocephalus
- Eumorphia
- Filifolium (иногда включается в Полынь)
- Foveolina
- Glossopappus
- Gonospermum
- Gymnopentzia
- Handelia
- Heliocauta
- Heteranthemis
- Heteromera
- Hilliardia
- Hippia
- Hippolytia
- Hymenolepis
- Hymenostemma
- Inezia
- Inulanthera
- Ismelia
- Kaschgaria (иногда включается в Полынь)
- Lasiospermum
- Lepidolopha
- Lepidolopsis
- Lepidophorum
- Leptinella
- Leucanthemella
- Leucanthemopsis
- Leucanthemum Mill. — Нивяник
- Leucoptera
- Lidbeckia
- Lonas
- Lugoa
- Marasmodes
- Matricaria L. — Ромашка
- Mauranthemum
- Mausolea
- Mecomischus
- Microcephala
- Myxopappus
- Nananthea
- Neopallasia (иногда включается в Полынь)
- Nipponanthemum (Kitam.) Kitam. (монотипный эндемик Японии)
- Nivellea
- Oncosiphon
- Osmitopsis
- Otanthus
- Otospermum
- Pentzia
- Phaeostigma
- Phalacrocarpum
- Phymaspermum
- Picrothamnus
- Plagius
- Prolongoa
- Pseudohandelia
- Rennera
- Rhetinolepis
- Rhodanthemum
- Richteria
- Santolina L. — Сантолина
- Schistostephium
- Sclerorhachis
- Seriphidium (иногда включается в Полынь)
- Soliva
- Sphaeromeria (иногда включается в Полынь)
- Stilpnolepis (иногда включается в Полынь)
- Tanacetopsis (Tzvelev) Kovalevsk. — Танацетопсис
- Tanacetum Mill. — Пижма
- Thaminophyllum
- Trichanthemis
- Tridactylina Sch.Bip. — Тридактилина (монотипный эндемик Байкала)
- Tripleurospermum Sch.Bip. — Трёхрёберник, или Трёхрёбросемянник
- Turaniphytum
- Ursinia
- Xylanthemum